# Чернявский, Дмитрий Александрович
Дмитрий Александрович Чернявский (укр. Дмитро Олександрович Чернявський; 5 марта 1992, Артёмовское — 13 марта 2014, Донецк) — украинский общественный деятель. Герой Украины (2015, посмертно). Погиб от ножевого ранения на митинге за единство Украины в Донецке.

## Биография
Родился 5 марта 1992 года в посёлке Артёмовское Артёмовского района (ныне Хромово Бахмутского района) Донецкой области. Единственный сын в семье, отец — работник завода, мать — инвалид 3-й группы. В 2013 году окончил учётно-финансовый факультет Донецкого национального университета, получил образовательно-квалификационный уровень «бакалавр» по специальности «Учёт и аудит». Поступил в магистратуру экономического факультета Львовского национального университета имени Ивана Франко на заочную форму обучения.
В октябре 2010 года вступил в партию «Свобода». В марте 2011 года назначен руководителем пресс-службы Донецкого городского центра, а с марта 2013 года, руководителем пресс-службы Донецкой областной организации партии, был организатором ряда культурных акций. 13 марта 2014 года был добровольцем в самообороне, которая охраняла участников митинга за единство Украины в Донецке. После завершения митинга пророссийские активисты напали на его участников. Дмитрий Чернявский погиб от ножевого ранения.

## Награды
- Герой Украины с вручением ордена «Золотая Звезда» (26 февраля 2015 года, посмертно) — за гражданское мужество, патриотизм, героическое отстаивание конституционных основ демократии, прав и свобод человека, самоотверженное служение украинскому народу, проявленные во время Революции достоинства[2]
- Медаль «За жертвенность и любовь к Украине» (УПЦ КП; июнь 2015 года, посмертно)

## Память
- 7 мая 2015 года в Бахмуте на здании школы № 18 (западная часть города) была открыта доска памяти героя Небесной сотни, Героя Украины Дмитрия Чернявского[3].

- 15 ноября 2017 года Кабинет министров Украины учредил в числе стипендий имени Героев Небесной Сотни для студентов и курсантов высшего государственного образования, которые получают высшее образование стипендию имени Дмитрия Чернявского по специальности «Экономика»[4].

- 21 ноября 2018 года во Львове на здании экономического факультета Львовского национального университета была открыта доска памяти «рыцаря Небесной сотни», Героя Украины Дмитрия Чернявского.